# Маунтин Сити (Тексас)
Маунтин Сити (енгл. Mountain City) град је у америчкој савезној држави Тексас. По попису становништва из 2010. у њему је живело 648 становника.

## Демографија
Према попису становништва из 2010. у граду је живело 648 становника, што је 23 (3,4%) становника мање него 2000. године.
| Група             | 2000.       | 2010.       |
| Белци             | 550 (82,0%) | 490 (75,6%) |
| Афроамериканци    | 1 (0,1%)    | 2 (0,3%)    |
| Азијати           | 5 (0,7%)    | 5 (0,8%)    |
| Хиспаноамериканци | 101 (15,1%) | 145 (22,4%) |
| Укупно            | 671         | 648         |